# تيري كوك (لاعب دوري الرغبي)
تيري كوك (بالإنجليزية: Terry Cook)‏ هو لاعب دوري الرغبي أسترالي، ولد في 29 أكتوبر 1965.